# エコテクノロジー
エコテクノロジー（ecotechnology）は狭義には衛生工学分野で自然の機能を活用した浄化技術のことを指すが、広義には活動をとりまく環境全体との調和が図るための技術を「エコテクノロジー」と呼び、人間環境の多様性と科学技術の調和を考慮した考え方が主流となっている。

## 主な取り組み
- 本田財団 エコテクノロジーその発展を支援し、普及を図るために設立
- パナソニックグループ 中部エコテクノロジー パナソニック エコテクノロジーセンター(PETEC)
- 金沢大学環日本海域環境研究センターエコテクノロジー研究部門 がある
- 日本コンクリート工業日本エコテクノロジーズ株式会社
- フジマイティー/ターレットトラック 富士重工業株式会社 エコテクノロジーカンパニー